# Cadwell
Cadwell je město v Laurens County, v Georgii, ve Spojených státech amerických. V roce 2011 žilo ve městě 528 obyvatel.

## Demografie
Podle sčítání lidí v roce 2000 žilo ve městě 329 obyvatel, 136 domácností a 93 rodin. V roce 2011 žilo ve městě 337 mužů (63,8%), a 191 žen (36,2%). Průměrný věk obyvatele je 36 let.